# Volumen específico
En termodinámica, el volumen específico ({\displaystyle v},nu) de una sustancia es una propiedad intrínseca de la sustancia, definida como la relación entre el volumen de la sustancia (V) y su masa (m). Es el recíproco de la densidad ρ (rho) y está relacionado con el volumen molar y la masa molar:
{\displaystyle \nu ={\frac {V}{m}}=\rho ^{-1}={\frac {\tilde {V}}{M}}}
La unidad estándar de volumen específico es metros cúbicos por kilogramo (m3/kg), pero otras unidades incluyen pies3 /lb, pies3 /slug o mL/g.
El volumen específico de un gas ideal está relacionado con la constante molar de los gases (R) y la temperatura (T), la presión (P) y la masa molar (M) del gas, como se muestra:
Desde {\displaystyle PV={nRT}} y {\textstyle n={\frac {m}{M}}}
{\displaystyle \nu ={\frac {V}{m}}={\frac {RT}{PM}}}

## Aplicaciones
El volumen específico se aplica comúnmente a:
- Volumen molar
- Volumen (termodinámica)
- Volumen molar parcial

Si en una cámara hermética de volumen variable que contiene una cierta cantidad de átomos de gas, se puede tener cuatro casos:
- Si la cámara se hace más pequeña sin permitir la entrada o salida de gas, la densidad aumenta y el volumen específico disminuye.
- Si la cámara se expande sin dejar entrar ni salir gas, la densidad disminuye y el volumen específico aumenta.
- Si el tamaño de la cámara permanece constante y se inyectan nuevos átomos de gas, la densidad aumenta y el volumen específico disminuye.
- Si el tamaño de la cámara permanece constante y se eliminan algunos átomos, la densidad disminuye y el volumen específico aumenta.

La densidad de los gases cambia incluso con ligeras variaciones de temperatura, mientras que las densidades de líquidos y sólidos, cambian muy poco. Por lo que pequeños cambios de temperatura tendrán un efecto notable en volúmenes específicos.
La densidad media de la sangre humana es 1060 kg/m3, siendo el volumen específico que se correlaciona con esa densidad es 0,00094 m3/kg.

## Volumen específico de soluciones
El volumen específico de una solución no ideal es la suma de los volúmenes específicos parciales de los componentes:
{\displaystyle v={\frac {1}{\rho }}={\frac {\tilde {V}}{M}}=\sum _{i}w_{i}\cdot {\bar {v_{i}}}}
M es la masa molar de la mezcla.

## Volúmenes específicos comunes
La siguiente tabla muestra las densidades y los volúmenes específicos de varias sustancias a temperatura y presión estándar, es decir a 0 °C (273,15 K, 32 °F) y 1 atm (101,325 kN/m2, 101,325 kPa, 14,7 psia, 0 psig, 30 pulgadas de Hg, 760 torr).
| Nombre de la sustancia | Densidad | Volumen específico |
| Nombre de la sustancia | (kg/m3)  | (m3/kg)            |
| ---------------------- | -------- | ------------------ |
| Aire                   | 1.225    | 0.816              |
| Hielo                  | 916.7    | 0.00109            |
| Agua (líquida)         | 1000     | 0.00100            |
| Agua salada            | 1030     | 0.00097            |
| Mercurio               | 13546    | 0.00007            |
| R-22*                  | 3.66     | 0.273              |
| Amoníaco               | 0.769    | 1.30               |
| Dióxido de carbono     | 1.977    | 0.506              |
| Cloro                  | 2.994    | 0.334              |
| Hidrógeno              | 0.0899   | 11.12              |
| Metano                 | 0.717    | 1.39               |
| Nitrógeno              | 1.25     | 0.799              |
| Vapor*                 | 0.804    | 1.24               |

* valores no tomados a temperatura y presión estándar